# Colette Guillaumin
Colette Guillaumin (Thiers, 28 gennaio 1934 – Lione, 10 maggio 2017) è stata una sociologa femminista materialista, attivista antirazzista francese.
È un'importante teorica dei meccanismi del razzismo, del sessismo e delle relazioni di dominio. È anche una figura importante del femminismo materialista.

## Biografia
Studia a Parigi etnologia e psicologia. Insegna in Francia e in Canada. Entra a far parte del Centre national de la recherche scientifique(CNRS) dal 1959. Nel 1969 sostiene una tesi di dottorato sotto la supervisione di Roger Bastide, intitolata Un aspect de l'altérité sociale. L'idéologie raciste. Dottoressa in sociologia, Guillaumin è stata, dal 1969, assegnista di ricerca presso il CNRS.
Tra il 1969 e il 1972 partecipa al Laboratoire de sociologie de la dominance con Nicole-Claude Mathieu, Colette Capitan e Jacques Jenny .
Fa ricerca sul razzismo: seguendo Frantz Fanon, descrive l'inferiorizzazione delle persone non bianche e la gerarchizzazione delle persone secondo le loro caratteristiche biologiche. È una delle prime che nello studio del razzismo sostiene che la nozione di "razza" non ha valore scientifico, non si riferisce ad alcuna realtà naturale ed è un modo arbitrario di classificazione. In particolare, ha lavorato per smantellare i discorsi naturalizzanti ed essenzialisti che legittimano la discriminazione.
Nel 1972 i risultati della sua tesi vengono pubblicati dalle edizioni Mouton con il titolo L'Idéologie raciste, genèse et langue actuel. In questo testo analizza il razzismo come fatto sociale e sviluppa il concetto di razzizzazione già citato in studi precedenti. L'autrice mostra il carattere socialmente e storicamente costruito della categoria di "razza", la sua "invenzione" sociale, storica, politica ed economica per cui delle caratteristiche fisiche vengono assunte come "marchi naturali" per sostenere categorizzazioni e gerarchizzazioni
Dalla fine degli anni Sessanta, Guillaumin si interessa al femminismo . Nel 1972 troviamo già in L'idéologie raciste analogie tra le nozioni di "razza" e i rapporti di potere che producono la nozione di sesso . Fa parte del gruppo di femministe che ha fondato la rivista Questions féministes nel 1977, affiancando Christine Delphy, Monique Wittig, Nicole-Claude Mathieu, Paola Tabet, Monique Plaza ed Emmanuèle de Lesseps. Nel 1978 pubblica nella rivista un importante articolo, Pratica del potere e idea di Natura, che teorizza l'appropriazione delle donne attraverso i rapporti sociali e materiali e attraverso l'ideologia naturalista. Traccia un parallelo tra razzismo e sessismo e chiama "sessaggio" l'appropriazione della classe delle donne da parte della classe degli uomini.
Ha scritto diversi testi per il Movimento contro il razzismo e per l'amicizia tra i popoli (MRAP) ed è stata anche coinvolta in gruppi femministi legati al maggio '68 .
Collabora a diverse riviste. Nel 1981 è tra le fondatrici di Le gendre humain e scrive anche su Sexe et race, rivista dell'Università di Parigi VII.
Muore il 10 maggio 2017 a Lione.

## Contributi teorici

### Razzizzazione
Nel suo libro L'ideologie raciste, genèse et langue actuel, è la prima persona a introdurre il termine razzizzata per descrivere i processi culturali e sociali atti ad assegnare una persona a un gruppo di minoranza secondo ciò che i gruppi percepiscono di lei (colore della pelle, religione, sessualità, ecc.), indipendentemente da chi sia realmente questa persona. La discriminazione deriva spesso da questa assegnazione a un gruppo di minoranza. In questo testo la sociologa mette in discussione l'idea che la "razza" sia una categoria naturale e a-storica, che precederebbe e costituirebbe la base del razzismo, ma la identifica come un prodotto del razzismo, e non un suo supporto.
Utilizza il neologismo "razzizzazione", costruito dalle parole "razza" e "razzismo", che consente di mostrare la dimensione di produzione sociale della "razza" e la sua dimensione dinamica.
Con Nicole-Claude Mathieu e Noelle Bisseret contribuisce all'opera collettiva intitolata: La femme dans sa société. Son image dans différents milieux sociaux. In questo periodo si interessa anche al razzismo che era stato oggetto della sua tesi scritta nel 1969. Si confronta con il pensiero di Franz Boas, Ruth Benedict e di autori anticoloniali e antirazzisti come Frantz Fanon, Aimé Césaire, Cheikh Anta Diop, James Baldwin e Malcolm X.

### Sessaggio
Nelle relazioni di dominio e di appropriazione individua la base del razzismo. Spingendo oltre la sua riflessione, estende il concetto di razzismo all'equilibrio di potere che può esistere tra gruppi di dominanti e dominati. Ad esempio, il rapporto tra colonizzatori e colonizzati, stranieri e autoctoni, ma anche per analogia del rapporto tra uomo e donna, che la porta a formulare la teoria del sessaggio.
La sociologa decostruisce la prospettiva naturalistica ed essenzialista della differenza sessuale. La nozione di sessaggio, neologismo che rimanda a esclavage (schiavitù) e servage (servaggio), si riferisce alla relazione sociale mediante la quale la classe degli uomini si appropria, domina e sfrutta la classe delle donne.
Il rapporto di sessaggio differisce dal rapporto di classe in quanto si basa su un'appropriazione fisica, vale a dire che la classe degli uomini si appropria dei corpi della classe delle donne in quanto unità materiale che produce forza lavoro, e non solo della loro forza lavoro come avviene per il proletariato.
La specificità del rapporto di sfruttamento che produce le classi di sesso consiste nel fatto che non esiste una misura nell'accaparramento della forza lavoro. «Il corpo è un serbatoio di forza lavoro e, in quanto tale, è appropriato. Non è la forza lavoro, distinta dal suo supporto/produttore e dunque, misurabile in "quantità" (di tempo, di denaro, di compiti da svolgere) ad essere accaparrata, ma la sua origine: la macchina-forza-lavoro». Ad esempio nel matrimonio, forma privata del rapporto di appropriazione, non vi è alcuna limitazione all'impiego della moglie in termini di tempo, mansioni, numero di figli da partorire, ecc..
Le espressioni più peculiari del rapporto tra i sessi sono: l'appropriazione del tempo, l'appropriazione dei prodotti del corpo, l'obbligo sessuale, il carico fisico dei/delle componenti del gruppo non auto-sufficienti (per età o per salute) e dei componenti auto-sufficienti di sesso maschile.
La sua prospettiva è materialista e antinaturalista. L'esistenza delle categorie di sesso e di razza dipende dai rapporti sociali di appropriazione, fondati sulla naturalizzazione, in cui le persone appropriate vengono ridotte allo stato di cose.

## Critiche
Lei cerca di evidenziare i meccanismi dei rapporti di dominio, in cui individua delle costanti strutturali. Questo suo approccio è criticato in diversi ambienti. Negli ambienti marxisti l'idea di una specifica oppressione delle donne da parte degli uomini viene criticata. La sua visione, che pone in analogia i sistemi di dominio del razzismo e del sessismo, criticata già negli anni Settanta dal black feminism, suscita critiche.

## Scritti
- L'idéologie raciste, genèse et langage actuel, Paris/La Haye, Mouton, 1972, 243p. Ristampa: Gallimard, Coll. Folio essais (n° 410), 2002, pp. 384, ISBN 2070422305 .
- Sexe, Race et Pratique du pouvoir, Paris, Side-donne, 1992, 239 p. Ristampa: Editions iXe, 2016, p. 240,ISBN 9791090062313; trad. it. Sesso, razza e pratica del potere, Ombre Corte, Verona, 2020.
- (EN)  Racism, Sexism, Power and Ideology, Londres, Routledge, 1995, 300 p. ISBN 0415093856.